# Ічет-Кикйоль
Іче́т-Кикйо́ль або Іче́т-Кик'є́ль (рос. Ичет-Кыкъёль, Ичет-Кыкъель) — річка в Республіці Комі, Росія, ліва притока річки Челач, лівої притоки річки Ілич, правої притоки річки Печора. Протікає територією Троїцько-Печорського району.
Річка бере початок із болота Ічет-Палнюр, протікає на північний схід, північний захід, північний схід та північний захід.